# Tologorri
Tologorri o Iturrigorri es una montaña de los Montes Vascos que está situada al noroeste de Álava, en la divisoria con Vizcaya a través del enclave de Orduña. Forma parte de la Sierra Salvada y domina todo el Valle de Ayala. Su cumbre tiene 1.068 metros de altitud. El nombre Iturrigorri proviene de un manantial cercano a la cumbre.
La subida habitual comienza en Lendoño de Arriba (localidad perteneciente a Orduña). 
La llamada "Ruta Negra" es la ruta más utilizada para llegar a la cumbre. Supone un desnivel de 620 metros y un recorrido de 1 hora y media de ascensión.